# Franz Hannibal von Mörmann
Franz Hannibal von Mörmann (* 17. Jahrhundert in Augsburg; † 15. April 1736 in Wien) war ein bayerischer Diplomat.

## Leben
Franz Hannibal von Mörmann war ein Sohn von Peter Franz Mörmann von Schönberg, Pfleger von Hohenschwangau und seiner Frau Maria Franziska Scherer von Hohenkreuzberg. Er hatte eine Schwester, Maria Anna Rosa (* 1704; † 1739). Der Vater bemühte sich ab 1666 um eine Exspektanz für seinen Sohn und erhielt die Zusage, dass der Sohn in kurfürstliche Dienste genommen werde.
Franz Hannibal von Mörmann studierte Rechtswissenschaft an der Universität Ingolstadt, wo er ein Examen ablegte. 1683 legte er vor dem bayerischen Hofrat eine damals übliche Proberelation ab. Ab Juli 1688 wurde er als unbesoldeter Regimentsrat in Burghausen beschäftigt. Am 12. Juni 1689 wurde er Hofrat und Truchsess mit einem Gehalt von 500 Gulden jährlich. Von 1692 bis 1706 im Pfälzischen Erbfolgekrieg war Maximilian II. Emanuel von Bayern Generalstatthalter der Spanischen Niederlande. Er ernannte am 12. April 1693 Franz Hannibal von Mörmann mit einem Dekret zu seinem Residenten bei Kaiser Leopold I. in Wien. Mörmann trat dieses Amt Anfang Juni 1693 an.
1695 warfen Truppen von Wilhelm III. von Oranien Maximilian II. Emanuel aus der Zitadelle von Namur. Im Feldlager vor dem Schloss dekretierte er am 30. August 1695, 4000 Gulden Spesenrahmen zur regelmäßigen Bestallung von 6000 Gulden jährlich für Franz Hannibal von Mörmann. Der Tod von Karl II. von Spanien löste den Spanischen Erbfolgekrieg aus. Maximilian II. ließ am 8. September 1702 seine Truppen Ulm überrumpeln und am 30. September 1702 auch Memmingen besetzen, womit er sich auf die Seite von Ludwig XIV. schlug und von Leopold I. geächtet wurde. Mörmann wurde im November 1702 aufgefordert, Wien zu verlassen. In München erhielt in der Folge ein Wartegeld von 2000 Gulden jährlich und wurde gelegentlich mit diplomatischen Missionen betraut. Nach der Schlacht von Blenheim verhandelte er mit Johann Sebald Neusönner im Auftrag von Therese Kunigunde von Polen mit der Armee des nachmaligen Kaisers Joseph I. den Vertrag von Ilbesheim vom 7. November 1704. Seine Spesenrechnungen belegen in der Folge eine diplomatische Reise nach London. Ab dem 8. September 1714 und dem Friede von Baden war er wieder Resident in Wien. Sein dortiges Gehalt wurde ab 1. Januar 1715 wieder angewiesen. Noch in dieser Position wurde er zum geheimen Rat und Gesandten befördert. Am 23. April 1719 wurde er von Ernst von Essich als Resident in Wien abgelöst.
Ab 1723 wurde Mörmann als Baron betitelt. Am 19. Dezember 1727 verlieh ihm Karl Albrecht, Kurfürst von Bayern in München ein halbes Ritterlehen für 1500 Gulden. Den Winter 1732 auf 1733 verbrachte Mörmann in München.